# Hermann Wahlich

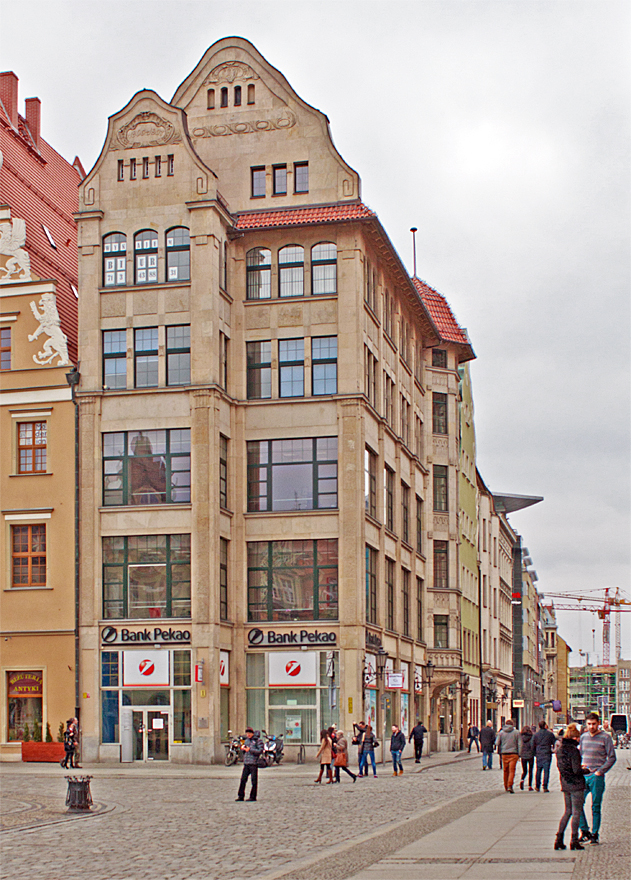
1907
Dom towarowy firmy Ludwig Wittemberg & Co w Rynku we Wrocławiu

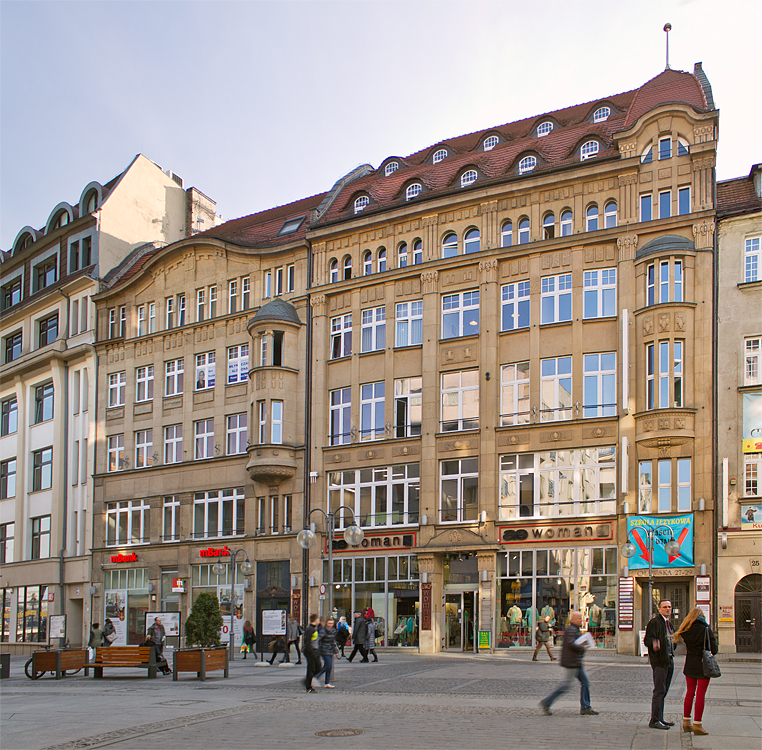
1908
Dom towarowy Juliusa Sckeyde przy ul. Oławskiej we Wrocławiu

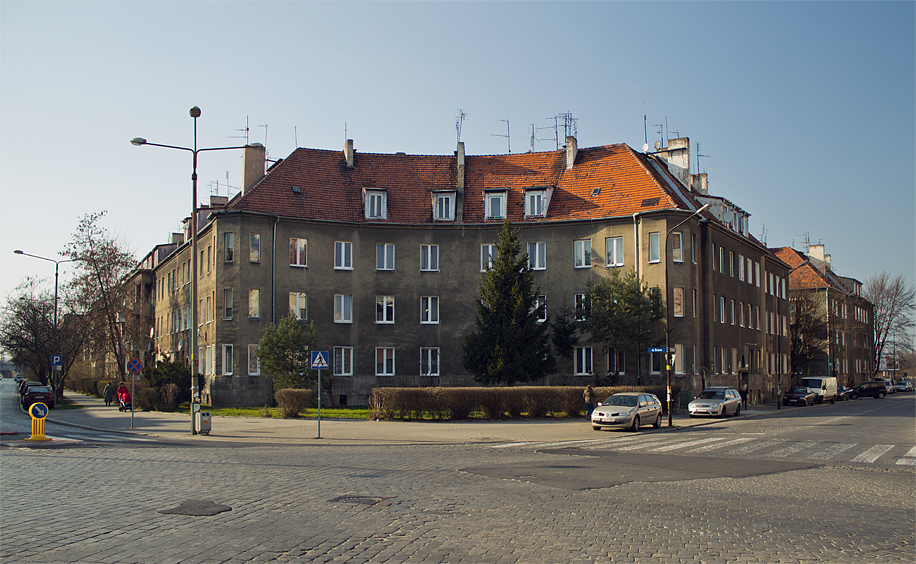
1926
Osiedle „Am Sauerbrunn” u zbiegu ulic Kruczej, Kwaśnej i Stalowej we Wrocławiu

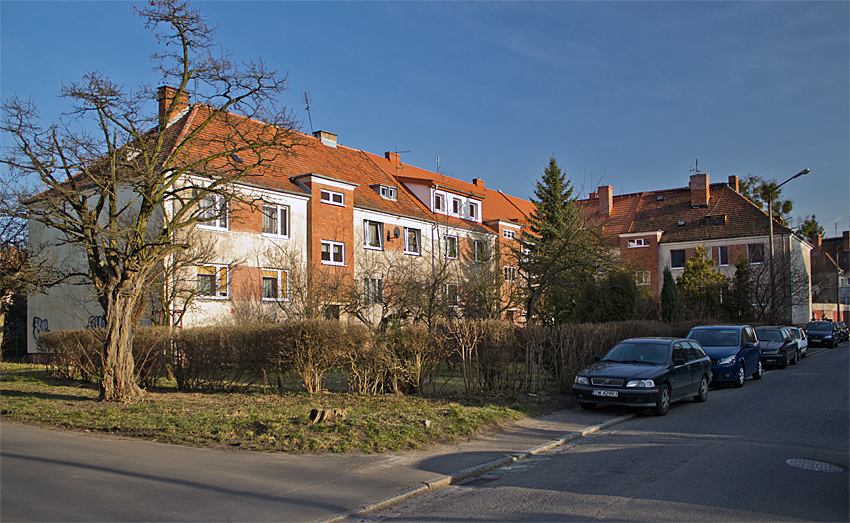
1928
Osiedle Sępolno we Wrocławiu — dom mieszkalny przy ul. Becka

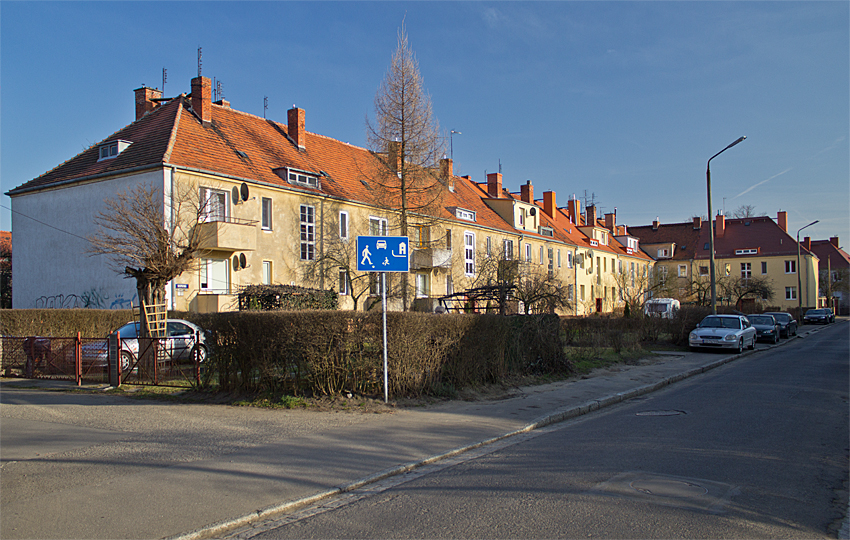
1928
Osiedle Sępolno we Wrocławiu — dom mieszkalny przy ul. Kasprzaka

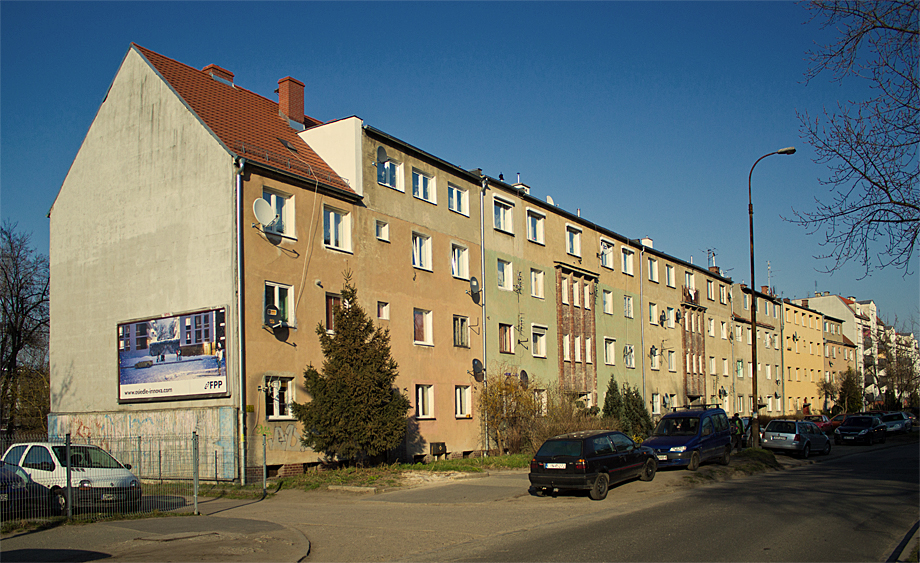
1936
Dom mieszkalny przy ul. Pięknej we Wrocławiu

Karl Friedrich Hermann Wahlich (ur. 13 kwietnia 1870 w Poznaniu, zm. 19 października 1936 we Wrocławiu) – niemiecki architekt secesji i modernizmu związany przez dłuższą część swojej kariery z Wrocławiem.

## Życiorys
W pierwszych latach swojej kariery pod koniec XIX wieku mieszkał i pracował w Żarach, gdzie współprowadził firmę "Baentsch und Wahlich". Firma realizowała wówczas głównie prywatne zlecenia na projekty domów mieszkalnych na terenie Żar i innych miejscowości Łużyc. Na początku XX wieku przeniósł się na stałe do Wrocławia. W pierwszych latach swojego pobytu w stolicy prowincji śląskiej pracował jako wolny architekt. Brał udział w otwartych konkursach architektonicznych zarówno we Wrocławiu wrocławskich jak i w innych miastach Śląska, przyjmował zlecenia od prywatnych inwestorów, związany był też z pracownią znanego wówczas w mieście architekta Alvina Wedemanna. Do jego pierwszych wrocławskich realizacji zalicza się przygotowaną wraz z Karlem Grosserem główną halę Wystawy Rzemiosła Artystycznego w roku 1904, którą urządzono w sąsiedztwie obecnego placu Powstańców Śląskich przy zbiegu z ulicą Pretficza. Trzy lata później wygrał wraz z malarzem Carlem Dennerem konkurs na projekt głównej hali festiwalowej organizowanego w tym samym miejscu VII Niemieckiego Święta Towarzystwa Śpiewaczego. Wykonany w duchu secesji projekt spotkał się z uznaniem miejskiego radcy budowlanego Richarda Plüddemanna, który opracował konstrukcję hali. Obie hale były obiektami tymczasowymi i wkrótce po zakończeniu obu imprez zostały rozebrane, dziś podziwiać je można jedynie na archiwalnych zdjęciach i licznych wydawanych w tym czasie okolicznościowych pocztówkach.
Przed I wojną światową Wahlich projektował w duchu secesji obiekty komercyjne, mieszkalne i użyteczności publicznej. Spośród tych pierwszych powstały dwa duże domy towarowe w centrum Wrocławia oraz jeden biurowiec ze sklepami. W roku 1907 powstał w Rynku u zbiegu z ulicą św. Mikołaja, w miejscu rozebranej średniowiecznej kamienicy pięciopiętrowy dom handlowy firmy Ludwig Wittemberg & Co. Rok później przy ul. Oławskiej Julius Sckeyde wybudował według projektu Wahlicha, także w miejscu zlikwidowanych starszych budynków, dom handlowy z artykułami żelaznymi. Z kolei w roku 1912, na zachodnich obrzeżach Wrocławia w bliskim sąsiedztwie rzeźni miejskiej powstał czteropiętrowy biurowiec z powierzchnia handlową na parterze należący do firmy braci Haberkorn. Wszystkie te budynki miały wspólne cechy: żelbetową konstrukcję szkieletową, duże witryny i okna na wyższych kondygnacjach oraz zgeometryzowany oszczędny detal wykonany z kamienia. Wcześniej, bo w latach 1905-06, Wahlich pomagał berlińskiemu architektowi Waltherowi Hentschelowi w przygotowaniu projektu budynku teatru "Schauspielhaus", który dziś po kilku przebudowach służy jako główna scena Teatru Polskiego. Spośród budynków mieszkalnych projektu Wahlicha we Wrocławiu zrealizowanych przed wybuchem I wojny światowej Wymienić można opracowane wraz z innym wrocławskim architektem Paulem Rotherem kamienice na rogu dzisiejszej ulicy Piłsudskiego i Zapolskiej w bezpośrednim sąsiedztwie teatru Schauspielhaus. W latach 1906 i 1909 zaprojektował dwie prestiżowe kamienice przy pl. Powstańców Śl. będące rezydencjami bogatych wrocławskich kupców. A w roku 1914 dokonał gruntownej przebudowy domu przy ul. Parkowej 21 na willę dla Juliusa Sckeyde, właściciela domu towarowego przy ul. Oławskiej.
Z osiągnięć Wahlicha poza Wrocławiem przed rozpoczęciem wojny wymienia się udział w konkursie na projekt szkoły w Oleśnicy w roku 1909, w którym zdobył pierwsze miejsce pokonując 190 konkurentów. W roku 1911 wykonał natomiast projekt architektoniczny zachowanego do dziś żelbetowego mostu w Świdnicy, który powstał z okazji organizowanej tam wystawy rzemieślniczo-przemysłowej.
Po I wojnie światowej Wahlich stał się jednym z czołowych wrocławskich architektów decydujących o kształcie miasta. Zaczął tworzyć w duchu nowej niemieckiej architektury w stylu zwanym Neues Bauen, nie zrywając jednocześnie do końca z rodzimym śląskim stylem. Zasiadał w sądach konkursowych ważnych obiektów użyteczności publicznej, był jednym z urzędników powołanych przez policję budowlaną decydujących o kolorystyce budowanych w mieście domów, wreszcie objął stanowisko profesora we wrocławskiej Akademii Sztuki i Rzemiosła Artystycznego. Spod jego ręki wyszły w okresie międzywojennym projekty domów wielorodzinnych na wrocławskich osiedlach oraz domów towarowych w centrum miasta, tym razem na wskroś modernistycznych. Działał także poza Wrocławiem biorąc udział w konkursach architektonicznych i projektując kościoły, domy mieszkalne i obiekty użyteczności publicznej.
Spośród budynków mieszkalnych zaprojektowanych przez Wahlicha w latach dwudziestych przez Wahlicha do najważniejszych zalicza się domy szeregowe osiedla Sępolno oraz kamienice osiedla Am Sauerbrunn. Pierwszy generalny plan osiedla Sępolno opracował Wahlich razem z Paulem Heimem na zlecenie spółdzielni Siedlungsgesellschaft Breslau A.G. w roku 1919. Osiedle to miało mieć postać miasta-ogrodu, gdzie domy dwu lub czterorodzinne z ogrodami usytuowane miały być wzdłuż ulic promieniście wychodzących z centralnego zieleńca. Według tej koncepcji zrealizowano jedynie północną część osiedla. Wahlich współtworzył wówczas projekty domów przy ul. Mickiewicza,Godebskiego i Głowackiego. Budowę osiedla przerwano jednak na kilka lat. Powrócono do niej w roku 1926 i kontynuowano do roku 1935. Zmienił się jednak plan generalny koncepcji i w południowej części Sępolna powstały długie szeregowe domy z wysokimi dachami. Wahlich opracował wówczas tym razem samodzielnie projekty domów w części południowo-zachodniej przy ulicach: Dembowskiego, 9 Maja, Becka, Partyzantów, Kasprzaka i Okrzei. Drugie z osiedli projektowanych przez Wahlicha częściowo we współpracy z Erwinem Grauem powstało w południowej części Wrocławia wzdłuż ulicy Kruczej. Tworzyły je zespoły kamienic wzdłuż ulicy oraz wokół tzw. Kwaśnego Jeziorka, a także trójkątny blok zabudowy u zbiegu ul. Kruczej, Stalowej i Kwaśnej. Budynki te powstały w latach 1926-27. W połowie lat dwudziestych Wahlich był uczestnikiem konkursu na projekt zabudowy placu przed kościołem św. Elżbiety, który to konkurs związany był z koncepcją przebudowy centrum Wrocławia polegającą na poszerzeniu głównych ulic kosztem wyburzenia starej zabudowy. Wahlich w swoim projekcie zatytułowanym "Stare przemija, nowe nadchodzi" proponował wzdłuż poszerzonej ulicy św. Mikołaja budowę kubicznych domów w zamian za wyburzone kamieniczki altarystów. Koncepcja ta, ani inne prezentowane w konkursie nigdy nie została zrealizowana. W roku 1929 wykonał projekt przebudowy kamienicy przy ulicy Wita Stwosza 3, będącej częścią domu towarowego Louisa Lewy'ego w Rynku, nadając jej cechy typowego modernizmu. Jeszcze bardziej dojrzałą formę miał inny dom towarowy z tekstyliami wybudowany dla kupca Emanuela Bielschowsky'ego przy ul. Świdnickiej, jego kubiczna bryła dobrze komponowała się z okoliczną zabudową, jednocześnie zapewniając funkcjonalność mieszczących się wewnątrz sklepów i biur. Budynek ten niestety nie zachował się do czasów dzisiejszych, został rozebrany w związku z budową TrasyW-Z.
W latach dwudziestych Wahlich tworzył także projekty w innych miejscowościach, głównie w powiecie Strzelińskim. W samym Strzelinie w roku 1928 wybudowano według jego planów duży szpital powiatowy. Wcześniej jeszcze powstała rezydencja miejscowego landrata oraz mauzoleum rodziny von Reden w ich majątku w Łojowicach. W latach 1920–22 odbudowywano według projektu Wahlicha zniszczony po pożarze ewangelicki kościół w Żeleźniku. Natomiast w roku 1920 wraz z Paulem Heimem opracował projekt budowy osiedla robotniczego w Sobięcinie pod Wałbrzychem, który nie został jednak zrealizowany.
W latach trzydziestych aktywność Wahlicha już była znacznie mniejsza. Spośród bardziej znanych projektów z tamtego czasu wymienić można kilkukrotne przebudowy domu koncertowego Roland przy ul. Jaworowej oraz szeregowe bloki wielorodzinne przy ul. Pięknej, zamykające od południa Osiedle Henrykowskie. W roku 1936 przygotowywał się do realizacji projektu ewangelickiego kościoła Chrystusa w Görlitz, którego plany sporządził jeszcze w połowie lat dwudziestych, jednak nagła śmierć przerwała te prace.

## Ważniejsze dzieła
- 1902-03 – willa Richarda Bauera we Frankfurcie nad Odrą przy Rudolf-Breitscheid-Str. 13[21]
- 1904 – hala wystawowa na Wystawie Rzemiosła Artystycznego we Wrocławiu
- 1905-1906 – budynek teatru Schauspielhaus przy ul. Zapolskiej 3 wraz z Walterem Hentschelem
- 1905-1906 – kamienice przy skrzyżowaniu ulic Piłsudskiego 43-45 i Zapolskiej 1-2 wraz z Paulem Rotherem
- 1907 – hala festiwalowa VII Niemieckiego Święta Towarzystwa Śpiewaczego
- 1907 – dom towarowy firmy Ludwig Wittemberg & Co w Rynku 1
- 1908 – dom towarowy Juliusa Sckeyde przy ul. Oławskiej 13/15
- 1909 – pierwsze miejsce w konkursie na projekt szkoły w Oleśnicy
- 1911 – most w Parku Centralnym w Świdnicy
- 1912 – biurowiec firmy Gebr. Haberkorn przy ul. Legnickiej 52
- 1914 – przebudowa willi Juliusa Sckeyde przy ul. Parkowej 21
- 1919-1920 – generalny plan zabudowy osiedla Sępolno wraz z Paulem Heimem
- 1921 – domy przy ul. Głowackiego, Godebskiego i Mickiewicza na osiedlu Sępolno
- 1920 – grobowiec rodziny von Carnap w Łojowicach
- 1920 – plan zabudowy osiedla Sobięcin pod Wałbrzychem wraz z Paulem Heimem (niezrealizowany)
- 1920-22 – odbudowa ewangelickiego kościoła w Żeleźniku
- 1921 – rezydencja mieszkalna starosty powiatowego (landrata) przy ul. Popiełuszki 3 w Strzelinie
- 1922-23 – kamienice przy ul. Jantarowej 11-15 (niezachowane)
- 1925 – plan zabudowy placu przed kościołem św. Elżbiety (niezrealizowany)
- 1926 – siedziba redakcji "Breslauer Gerichtszeitung" przy ul. Kruczej 60-62
- 1926-27 – osiedle "Am Sauerbrunn" przy ul. Kruczej, Kwaśnej i Stalowej
- 1928 – szpital powiatowy przy ul. Wrocławskiej 46 w Strzelinie
- 1928 – domy przy ul. Becka, Kasprzaka i Partyzantów na osiedlu Sępolno
- 1929 – dom towarowy przy ul. Wita Stwosza 3
- 1930 – dom towarowy Bielschowsky przy ul. Świdnickiej 15 (niezachowany)
- 1931-35 – przebudowy w restauracji z ogrodem koncertowy "Roland" na rogu Powstańców Śl. i Jaworowej (niezachowane)
- 1936 – blok mieszkalny na rogu ul. Nyskiej i Pięknej

## Literatura
- Rafał Eysymontt, Jerzy Ilkosz, Agnieszka Tomaszewicz, Jadwiga Urbanik (red.): Leksykon architektury Wrocławia. Wrocław: Via Nova, 2011.
- Jerzy Ilkosz, Beate Störtkuhl (red.): Wieżowce Wrocławia 1919-1932. Wrocław: Archiwum Budowlane Miasta Wrocławia, 1999.